# Harvey Frost
Pour les articles homonymes, voir Frost.
Harvey Frost est un réalisateur et scénariste britannique qui travaille aux États-Unis.

## Filmographie
Réalisateur
- 1979 : Something's Rotten
- 1980 : The Great Detective
- 1987 : Adderly
- 1987 : Friday the 13th
- 1988 : My Secret Identity
- 1989 : Road to Avolea
- 1993 : Street Legal
- 1994 : Sweet Valley High
- 1995 : Tracks of a Killer
- 1996 : Savannah
- 1996 : Midnight Heat
- 1996 : Wind at My Back
- 1997 : Fast Track
- 1997 : Melrose Place
- 1998 : Golf Punks
- 1999 : Two of Hearts
- 1996 : Beverly Hills, 90210
- 2000 : Best Actress
- 2000 : Murder at the Cannes Film Festival
- 2001 : Oh Baby
- 2003 : Recipe for Disaster
- 2004 : Single Santa Seeks Mrs. Claus
- 2005 : Meet the Santas
- 2007 : L'Amour à l'horizon (Love Is a Four Letter World) (TV)
- 2007 : Un grand-père pour Noël (A grandpa for Christmas) (TV)
- 2007 : Un mariage pour Noël (All I Want for Christmas) (TV)
- 2007 : Tant d'amour à donner (Love's Unfolding Dream) (TV)
- 2010 : La Guerre des guirlandes (Battle of the Bulbs) (TV)
- 2012 : Un amour de chien (Puppy Love) (TV)

Scénariste
- 2000 : Best Actress
- 2008 : Recall to Honor